# Alloschizidium pruvoti
Alloschizidium pruvoti là một loài chân đều trong họ Armadillidiidae. Loài này được Racovitza miêu tả khoa học năm 1907.